# Bruno Campos
Bruno Aarón Campos (Río de Janeiro; 3 de diciembre de 1973) es un abogado y ex actor brasileño-estadounidense.

## Biografía
Entre sus películas y actuaciones en series se encuentran El cuarteto (1995), De repente Susan (1996), Cold Feet (1977-2003) o Crazylove (2005). Pero se ha dado a conocer a nivel mundial gracias a la televisión por participaciones en series como The Wedding Album (2006-2007) y anteriormente en Urgencias (1992-2001), Will y Grace (1998-2006), Total Security (1997), Cybill, Jesse (1998), Caso Abierto (2003-2010) y Boston Legal (2004-2008). 
Su actuación más representativa es como el arrogante y psicópata doctor Quentin Costa en la serie de televisión Nip/Tuck.

## Filmografía selecta

### Cine y televisión
- El cuarteto
- Jesse (como Diego)
- Crazy Love
- Nip/Tuck
- The Princess and the Frog (2009) (Voz)
- Cold Case